# جيمس دايسون (لاعب كرة قدم)
جيمس دايسون (بالإنجليزية: James Dyson)‏ (20 أبريل 1979 في المملكة المتحدة - ) هو لاعب كرة قدم بريطاني في مركز الوسط. لعب مع برمنغهام سيتي ونادي هدنسفورد تاون وبرومزغروف روفرز ‏ ونادي ستوربريدج.

## وصلات خارجية
- جيمس دايسون على موقع قاعدة بيانات كرة القدم.إي يو (الإنجليزية)
- جيمس دايسون على موقع Soccerbase.com (لاعب) (الإنجليزية)